# Pepe Fernándezová
José María Fernándezová (nepřechýleně José María Fernández; 16. prosince 1928 Buenos Aires – 14. července 2006 Paříž, Francie), známější jako Pepe Fernándezová, byla argentinská spisovatelka, pianistka a fotografka žijící od 60. let ve Francii.

## Životopis
Studovala hru na klavír u Enriqua Barenboima, otce Daniela Barenboima, přítele Juana Rodolfa Wilcocka. Pak vyměnila klavír za fotografii a v srpnu 1954 odjela do Paříže se Silvinou Ocampo a Adolfem Bioy Casaresem. María Elena Walshová jí napsala a věnovala svou slavnou Zamba para Pepe - jakýsi hymnus pro emigrované přátele - Julia Cortázara a Lalo Schifrina. A později Nadia Boulangerové v roce 1966.
V roce 1956 se vrátila do Buenos Aires, pracovala v Editorial Abril jako redaktorka fotonovely a v roce 1963 se vrátila do Francie, kde se natrvalo usadila.
Byla filmovou a sportovní zpravodajkou a fotografkou Argentinců v Paříži. Byla dopisovatelkou pro Editorial Atlantida.
Mezi osobnostmi, které fotografovala byli například také: Astor Piazzolla, Pablo Neruda, Julio Cortázar, Mikis Theodorakis, Manuel Mujica Lainez, Guillermo Vilas, Osvaldo Piazza, Carlos Monzón, Jorge Luis Borges, Jairo, Paul Newman, Julie Christie , Ernesto Sujana Juárez, Rinaldi, Horacio Salgán, Italo Calvino a další.
Svá díla vystavovala v Paříži, New Yorku a Buenos Aires.
Sara Facio uspořádala výstavu její tvorby v Teatro San Martín.
Ve Villa Ocampo (Kulturní dům) se konala pocta s jedenácti jejími portréty spisovatelům s prologem Ernesta Schoa.
Archiv José Maríi „Pepe“ Fernándezové je v procesu digitalizace. Materiál lze vidět na webu http://pepefernandez.org Archivováno 6. 5. 2021 na Wayback Machine.

## Galerie

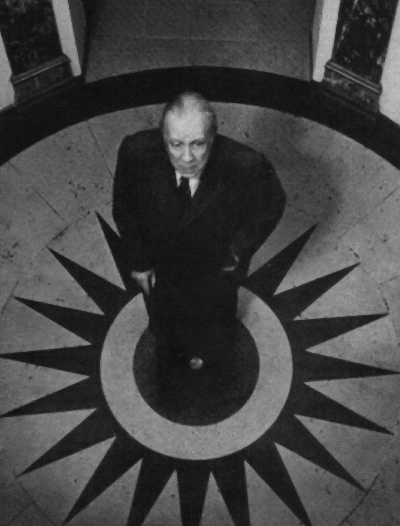
Jorge Luis Borges Hotel
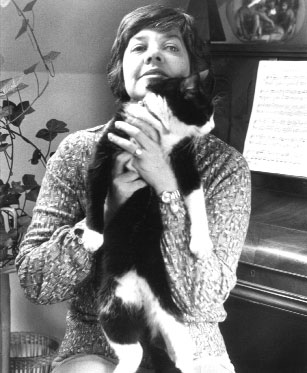
María Elena Walsh, 1971